# Кастелвекио (Кјети)
Кастелвекио (итал. Castelvecchio) је насеље у Италији у округу Кјети, региону Абруцо.
Према процени из 2011. у насељу је живело 254 становника. Насеље се налази на надморској висини од 141 м.